# Гринауцы-Рая
Гринауцы-Рая  (рум. Grinăuți-Raia, Гринэуць-Рая) — село в Окницком районе Молдавии. Наряду с сёлами Гринауцы-Молдова и Большой Редю входит в состав коммуны Гринауцы-Молдова.

## География
Село расположено на высоте 193 метра над уровнем моря.

## Население
По данным переписи населения 2004 года, в селе Гринэуць-Рая проживает 690 человек (316 мужчин, 374 женщины).
Этнический состав села:
| Национальность | Число жителей | Процентный состав |
| -------------- | ------------- | ----------------- |
| молдаване      | 680           | 98,55             |
| украинцы       | 4             | 0,58              |
| русские        | 3             | 0,43              |
| румыны         | 2             | 0,29              |
| болгары        | 1             | 0,14              |
| Всего          | 690           | 100 %             |